# 桐が作
桐が作（きりがさく）は、神奈川県横浜市旭区の地名。「丁目」の設定のない単独町名である。住居表示未実施区域。

## 地理
旭区の南東部に位置し、東と北東に左近山、西に南本宿町、南に保土ケ谷区今井町と接している。

### 地価
住宅地の地価は、2024年（令和6年）7月1日の神奈川県地価調査によれば、桐が作1640番5の地点で11万8000円/m²となっている。

## 歴史

### 沿革
- 1970年（昭和45年）5月1日 - 市沢町、川島町の各一部から編入し、横浜市旭区桐が作を新設[6]。

## 世帯数と人口
2025年（令和7年）6月30日現在（横浜市発表）の世帯数と人口は以下の通りである。
| 町丁   | 世帯数  | 人口  |
| ------ | ------- | ----- |
| 桐が作 | 429世帯 | 914人 |

### 人口の変遷
国勢調査による人口の推移。
| 年                 | 人口 |
| ------------------ | ---- |
| 1995年（平成7年）  | 971  |
| 2000年（平成12年） | 927  |
| 2005年（平成17年） | 959  |
| 2010年（平成22年） | 905  |
| 2015年（平成27年） | 904  |
| 2020年（令和2年）  | 889  |

### 世帯数の変遷
国勢調査による世帯数の推移。
| 年                 | 世帯数 |
| ------------------ | ------ |
| 1995年（平成7年）  | 305    |
| 2000年（平成12年） | 314    |
| 2005年（平成17年） | 320    |
| 2010年（平成22年） | 329    |
| 2015年（平成27年） | 353    |
| 2020年（令和2年）  | 370    |

## 学区
市立小・中学校に通う場合、学区は以下の通りとなる（2024年11月時点）。
| 番・番地等 | 小学校               | 中学校               |
| ---------- | -------------------- | -------------------- |
| 全域       | 横浜市立左近山小学校 | 横浜市立左近山中学校 |

## 事業所
2021年（令和3年）現在の経済センサス調査による事業所数と従業員数は以下の通りである。
| 町丁   | 事業所数 | 従業員数 |
| ------ | -------- | -------- |
| 桐が作 | 35事業所 | 186人    |

### 事業者数の変遷
経済センサスによる事業所数の推移。
| 年                 | 事業者数 |
| ------------------ | -------- |
| 2016年（平成28年） | 35       |
| 2021年（令和3年）  | 35       |

### 従業員数の変遷
経済センサスによる従業員数の推移。
| 年                 | 従業員数 |
| ------------------ | -------- |
| 2016年（平成28年） | 203      |
| 2021年（令和3年）  | 186      |

## その他

### 日本郵便
- 郵便番号 : 241-0832[3]（集配局：横浜旭郵便局[16]）

### 警察
町内の警察の管轄区域は以下の通りである。
| 番・番地等 | 警察署   | 交番・駐在所 |
| ---------- | -------- | ------------ |
| 全域       | 旭警察署 | 左近山交番   |

## 参考資料
- “横浜市町区域要覧” (PDF).   横浜市市民局 (2016年6月). 2023年6月6日閲覧。 “横浜市町区域要覧”